# Sorridi, devi sorridere!
Sorridi, devi sorridere! (Smile, Darn Ya, Smile!) è un cortometraggio d'animazione del 1931 distribuito dalla Warner bros. e diretto da Rudolf Ising. Si tratta della seconda Merrie Melodies, nonché la seconda apparizione di Foxy. Il film è un remake di Trolley troubles, cortometraggio con protagonista Oswald a cui Harman e Ising lavorarono.
La canzone che i protagonisti cantano per tutto il cortometraggio, ha lo stesso nome del film. Inoltre, la canzone fu riutilizzata in Chi Ha Incastrato Roger Rabbit? (1988) con lo stesso nome della canzone originale, mentre in Italiano, è stata tradotta come "Dai, ridi, Dai".